# Mimmo Palmara
Mimmo Palmara (eigentlich Domenico Palmara; * 25. Juli 1928 in Cagliari; † 10. Juni 2016 in Rom) war ein italienischer Schauspieler und Synchronsprecher.

## Leben
Palmara besuchte die Accademia Nazionale di Arte Drammatica „Silvio D’Amico“ in Rom. Von 1952 war er in kleinen Rollen bedeutender Filme zu sehen, bei denen er unter Luchino Visconti, Antonio Pietrangeli, Mario Soldati, Mario Monicelli und King Vidor arbeiten konnte. Vor allem durch die Engagements bei Pietro Francisci gelang es Palmara, zu einem gesuchten Darsteller in Sandalenfilmen zu werden, wozu sein athletischer Körperbau und sein männlich-gutes Aussehen beitrugen. (In Die unglaublichen Abenteuer des Herkules war er neben seiner eigenen Rolle auch als Stuntdouble für Hauptdarsteller Steve Reeves engagiert und muss in einer Filmszene daher mit sich selbst ringen.) Auch in zu anderen Zeiten spielenden Abenteuerfilmen der späten 1950er Jahre und des folgenden Jahrzehntes war er nicht mehr wegzudenken. Den Übergang zum Spaghettiwestern, in dem er zwischen der Rolle des Helden und der des Bösewichtes hin und her wechselte, vollzog er oftmals unter dem Pseudonym Dick Palmer.
Engagements, die diesen Rollenfestlegungen entkamen, waren selten, so konnte er in einigen Komödien (u. a. mit Franco & Ciccio) sein komödiantisches Talent zeigen und arbeitete 1967 als „Masson“ in Der Fremde erneut mit Visconti zusammen. Nach 1972 war er nur mehr selten auf der Leinwand zu sehen; auch im Fernsehen (in dem er 1956 unter Anton Giulio Majano debütierte) waren Rollen wie in einer Serienfolge von Uno di noi die Ausnahme.
Stattdessen konzentrierte Palmara sich auf Synchronarbeiten; 1967 hatte er, zuvor bei der „A.R.S.“, bereits seine eigene Firma gegründet, die „SINC Cinematografica“. Er war dabei als Sprecher und auch als Regisseur tätig.
Zu Beginn der 1950er Jahre spielte Palmara auch in der italienischen Rugby-Meisterschaft mit.

## Filmografie (Auswahl)
- 1952: Frauenpolizei im Nachtdienst (Inganno)
- 1958: Die unglaublichen Abenteuer des Herkules (Le fatiche di Ercole)
- 1959: Herkules und die Königin der Amazonen (Ercole e la regina di Lidia)
- 1959: Die letzten Tage von Pompeji (Gli ultimi giorni di Pompei)
- 1961: Herkules erobert Atlantis (Ercole alla conquista di Atlantide)
- 1961: Die Irrfahrten des Herkules (Goliath contro i giganti)
- 1961: Der Kampf um Troja (La guerra di Troia)
- 1961: Der Koloß von Rhodos (Il colosso di Rodi)
- 1962: Sodom und Gomorrha (Sodoma e Gomorra)
- 1962: Tharus, Sohn des Attila (Tahrus figlio di Attila)
- 1963: Don Ramiro hat verspielt (Golia e il cavaliere mascherato)
- 1963: Der Stärkste unter der Sonne (Maciste l’eroe più grande del mondo)
- 1963: Der Tiger von Sardes (Goliath e la schiava ribelle)
- 1964: Das Geheimnis der roten Blume (Kindar l’invulnerabile)
- 1964: Herkules – Rächer von Rom (Ercole contro Roma)
- 1964: Im Tempel des weißen Elefanten (Sandok, il Maciste della giungla)
- 1964: Kaiser der Gladiatoren (I due gladiatori)
- 1964: Die letzten Zwei vom Rio Bravo (Le pistole non discutono)
- 1964: Die Meute der Verdammten (I pirati della Malesia)
- 1964: Die unbesiegbaren Drei (Gli invincibili tre)
- 1965: Jonny West und die verwegenen 3 (Johnny West il mancino)
- 1965: Serenade für zwei Spione
- 1966: I due figli di Ringo
- 1966: Für 1000 Dollar pro Tag (Per mille dollari al giorno)
- 1967: Argoman – Der phantastische Supermann (Come rubare la corona d'Inghilterra)
- 1967: Il bello, il brutto, il cretino
- 1967: Poker mit Pistolen (Un poker di pistole)
- 1967: Der Sohn des „Schwarzen Adlers“ (Il figlio di Aquila Nera)
- 1967: Der Fremde (Lo straniero)
- 1968: Auf die Knie, Django (Black Jack)
- 1968: Django – Die Bibel ist kein Kartenspiel (Execution)
- 1968: Django – sein letzter Gruß (La vendetta è il mio perdono)
- 1968: Django, wo steht Dein Sarg? (T’ammazzo!… Raccomandati a Dio)
- 1968: Einladung zum Totentanz (…E venne il tempo di uccidere)
- 1968: Ich bin ein entflohener Kettensträfling (Vivo per la tua morte)
- 1968: Eine Kugel für den Bastard (Una forca per un bastardo)
- 1969: Isabella – Mit blanker Brust und spitzem Degen (Isabella duchessa dei diavoli)
- 1970: Die Höllenhunde (La spina dorsale del diavolo)
- 1971: Bratpfanne Kaliber 38 (…e alla fine lo chiamarono Jerusalem l’implacabile)
- 1971: Django, eine Pistole für hundert Kreuze (Una pistola per cento croci)
- 1971: …E lo chiamarono Spirito Santo
- 1978: Convoy Busters (Un poliziotto scomodo)
- 1996: Un inverno freddo freddo